# Aurora, Nebraska
Aurora är administrativ huvudort i Hamilton County i Nebraska. Orten har fått sitt namn efter Aurora, Illinois. Enligt 2010 års folkräkning hade Aurora 4 479 invånare.